# Cimballa
Cimballa ist ein nordspanischer Ort und eine Gemeinde (municipio) mit 80 Einwohnern (Stand: 2024) im Westen der Provinz Saragossa und der Autonomen Region Aragonien. Der Ort gehört zur bevölkerungsarmen Serranía Celtibérica. 

## Lage und Klima
Cimballa liegt etwa 110 Kilometer (Luftlinie) südwestlich von Saragossa in einer Höhe von 905 m am Río Piedro an der Grenze zur Provinz Guadalajara. 
Das Klima ist gemäßigt bis warm.

## Bevölkerungsentwicklung
| Jahr      | 1970 | 1981 | 1991 | 2001 | 2011 | 2021 |
| Einwohner | 257  | 131  | 143  | 165  | 127  | 93   |

Die Mechanisierung der Landwirtschaft, die Aufgabe bäuerlicher Kleinbetriebe und der damit verbundene Verlust von Arbeitsplätzen führten seit der Mitte des 20. Jahrhunderts zu einem deutlichen Rückgang der Bevölkerung (Landflucht).

## Sehenswürdigkeiten
- Kirche Mariä Reinigung (Iglesia de Purificación de Nuestra Señora )
- Reste einer alten Burg- und Mühlenanlage

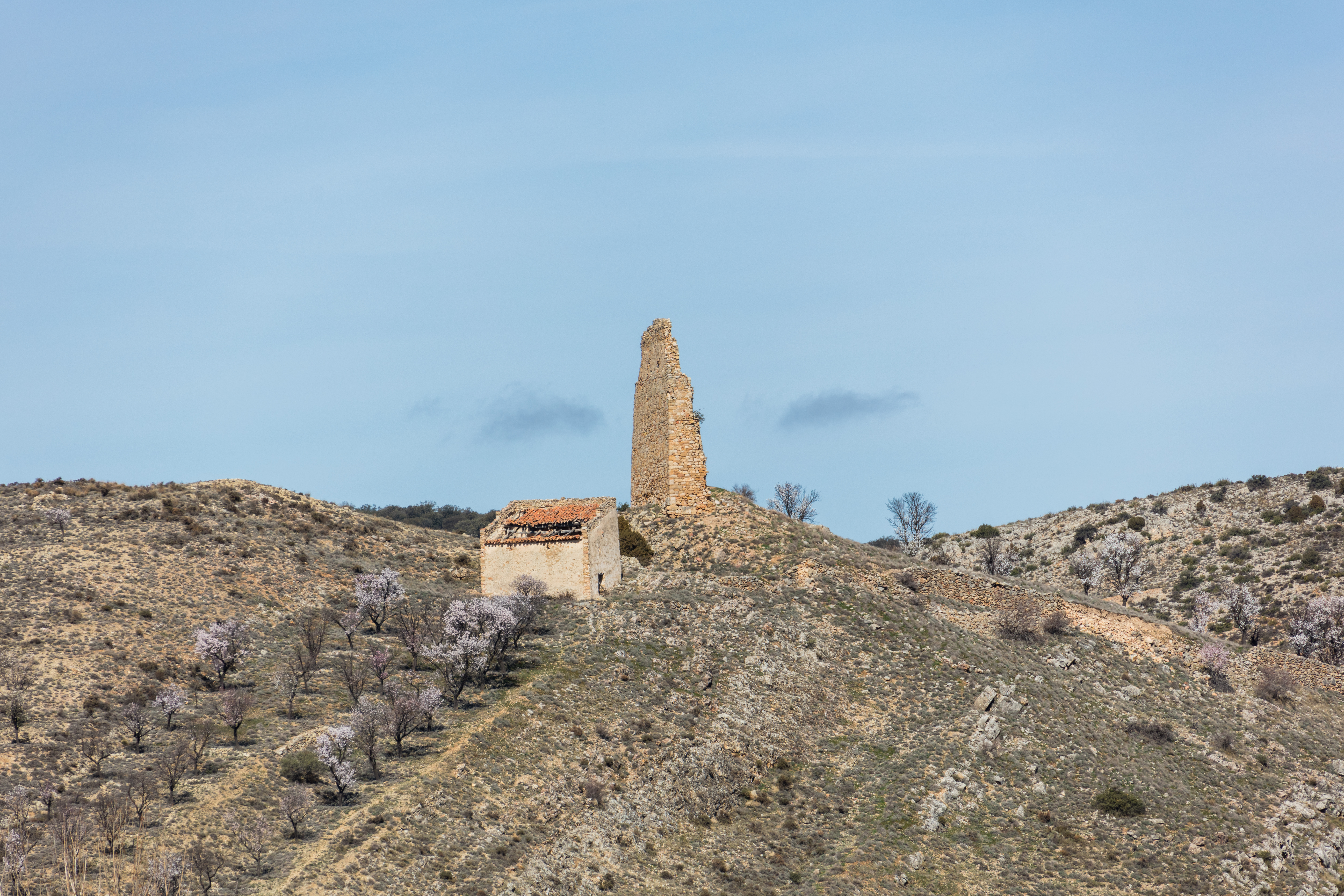
Reste der alten Burganlage